# Звёздные врата: SG-1
«Звёздные врата: SG-1», иногда «Звёздные врата: Первый отряд» (англ. Stargate SG-1), часто называемый просто SG-1 или ЗВ-1, — научно-фантастический телевизионный сериал, снятый при участии США и Канады и номинированный на премию «Эмми», основан на вселенной звёздных врат компании MGM. Сериал создан Брэдом Райтом и Джонатаном Гласснером по мотивам фильма 1994 года «Звёздные врата» Дина Девлина и Роланда Эммериха. Эпизоды снимались в районе Ванкувера в Канаде. Брэд Райт, Джонатан Гласснер и Роберт Купер являются основными идейными вдохновителями сериала на разных этапах его производства. Первые пять сезонов, начиная с 1997 года, «Звёздные врата SG-1» транслировались на телеканале Showtime. Остальные пять сезонов были показаны на канале Sci Fi Channel. Показ финального эпизода состоялся на английском телеканале Sky1 13 марта 2007 года, за три месяца до американской премьеры. В этом же году «Звёздные врата SG-1», состоящие из 10 сезонов (214 серий), побили рекорд сериала «Секретные материалы», считавшегося самым продолжительным американским научно-фантастическим сериалом.
Действие сериала начинается спустя год после событий художественного фильма. Сеть устройств, созданных инопланетной расой древних и называемых «звёздными вратами», позволяет мгновенно перемещаться между различными мирами. Сериал «Звёздные врата SG-1» — это хроники приключений отряда ЗВ-1 (англ. SG-1), который вместе с другими 24 отрядами (члены которых играют второстепенные и третьестепенные роли в некоторых сериях) исследуют нашу галактику и защищают Землю от различных инопланетных угроз. Состав команды SG-1 оставался неизменным на протяжении пяти лет и стал понемногу изменяться в следующих сезонах. Сериал охватывает часть мифологии (египетская, норвежская, легенды о короле Артуре) древних народов Земли. В 2008 году на DVD вышли фильмы «Звёздные врата: Ковчег правды» и «Звёздные врата: Временной континуум», которые являются продолжением сериала и приключений SG-1.
Сериал имел довольно высокие рейтинги как во время показа на Showtime, так и на Sci Fi Channel, а также стал особенно популярен в Европе и Австралии. Получив совсем немного отрицательных отзывов от критиков, «Звёздные врата SG-1» стали обладателем многочисленных номинаций и наград в течение всех десяти сезонов. Сериал послужил основой для мультсериала «Звёздные врата: Бесконечность» (снят с эфира в связи с непопулярностью) в 2002 году, а также для спин-оффов «Звёздные врата: Атлантида» в 2004 году и «Звёздные врата: Вселенная» в 2009 году. Показ сериала «Звёздные врата SG-1» породил множество сопутствующих товаров: компьютерные игры (Stargate Worlds), игрушки, печатная продукция, оригинальные аудиосерии.

## Сюжет

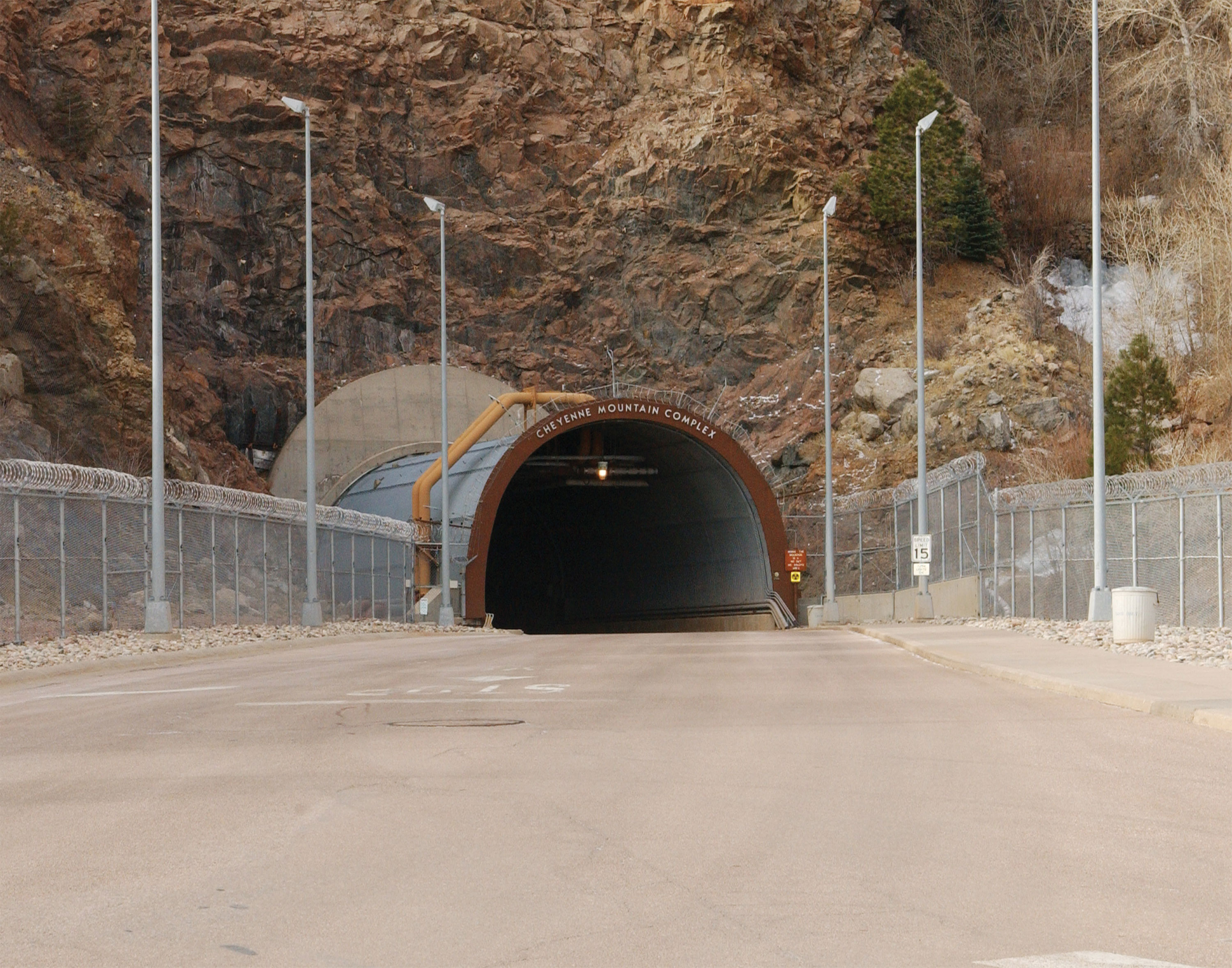
Въезд в комплекс под горой Шайенн — местоположение командного центра Звёздных врат на Земле

Сюжет телесериала «Звёздные врата SG-1» продолжает события, начало которым было положено в оригинальном фильме, и повествует о приключениях в наши дни команды SG-1 с Земли. Кроме них ещё свыше двух десятков аналогичных групп изучают далёкие планеты с помощью инопланетного портала, известного как Звёздные врата. По сюжету сериала, они установлены в сверхсекретном Командном центре Звёздных врат (англ. StarGate Command, SGC) на военной базе военно-воздушных сил США, расположенной в горе Шайенн в окрестностях города Колорадо-Спрингс (штат Колорадо). В течение первых восьми сезонов миссии заключались в том, чтобы изучать Млечный Путь и искать инопланетные технологии и союзников для защиты Земли от Гоа’улдов — чужеродной расы, выглядевшей как змеи и использовавшей людей в качестве носителя. Как поясняется в одной из серий, Гоа’улды перевезли людей, которых они также использовали как рабов, с Земли на другие планеты тысячи лет назад. Сами Гоа’улды преподносили себя как богов и имели имена различных богов древней мифологии, в частности египетской. В конечном итоге члены команды SG-1 узнали, что Звёздные врата построила и распространила по многочисленным мирам раса Древних за миллионы лет до того, как они, используя свои необычные способности, смогли вознестись и перейти на более высокий уровень бытия. В 9-10 сезонах главными противниками тау'ри, людей с Земли, стала другая популяция вознёсшихся — Орай. Но, в отличие от Древних, они проповедовали религиозный фундаментализм — и, обладая великой силой и знаниями, твёрдо считали себя «богами» по отношению ко всем остальным и стремились обратить их в свою веру, уничтожив тех, кто отказался.

### Гоа’улды
Гоа’улды (произносятся также как гуаулды, англ. Goa'uld) — вымышленный паразитический инопланетный вид. Истинный внешний вид гоа’улдов напоминает змею (или, скорее, миногу или миксину), однако эти существа чрезвычайно высокоорганизованны в интеллектуальном плане и способны проникать в тела других разумных существ или крупных животных, получая контроль над захваченным организмом. Люди считаются видом, лучше всего подходящим в качестве хозяина (носителя) гоа’улда, причём для обозначения паразита часто используется термин «симбиот».
Гоа’улды — «это раса разумных паразитов, крадущая технологии, правящая при помощи страха и дешёвого пафоса» (цитата из сериала).
Гоа’улды были созданы сценаристами Дином Девлином и Роландом Эммерихом для фильма 1994 года «Звёздные врата». Однако в фильме название инопланетной расы не звучало, и только в пилотном эпизоде сериала, «Дети Богов» (1997), было указано, что это гоа’уды. В следующих сериях было показано, что эта раса ведёт паразитический образ жизни и является доминирующей в галактике Млечный Путь.

### Орай
Орай (англ. Ori ) — вымышленная древнечеловеческая раса в фантастическом сериале «Звёздные врата: SG-1». Орай — агрессивная религиозно настроенная фракция альтеран, развившаяся в самостоятельное общество, после бегства древних из их родной галактики. Одна из самых высокоразвитых цивилизаций в четырёх известных галактиках. Использовали веру в себя других, «низших», существ для приумножения своей силы. На данный момент эта раса считается вымершей.

## Герои и актёры
- Джонатан «Джек» О’Нилл (Ричард Дин Андерсон) — сезоны 1—8: основной персонаж; сезоны 9—10: второстепенный персонаж — полковник военно-воздушных сил США и ветеран спецопераций, который возглавил миссию через Звёздные врата в фильме «Звёздные врата» (где Джека играл актёр Курт Рассел). В начале сериала он выходит с пенсии, на которой заслуженно находился, и принимает командование группы SG-1 — им Джек О’Нилл оставался на протяжении 7 сезонов. В начале 8-го сезона после его повышения до звания бригадного генерала он становится командующим проекта Звёздных врат. В сериале между О’Ниллом и его подчинённой Самантой Картер неоднократно проявляются романтические чувства, но их отношения никогда не заходят далеко, за исключением альтернативных реальностей и случая заражения Саманты ретровирусом, когда она, не контролируя себя и попав в дикое состояние, безуспешно пыталась вступить с ним в сексуальную связь. Перед началом 9 сезона Джек О’Нилл получает звание бригадного генерала, а впоследствии генерала-майора и его переводят с базы Звёздных врат в Вашингтон (округ Колумбия). Уже в качестве второстепенного персонажа он появляется в последних двух сезонах телесериала «Звёздные врата SG-1», а также в фильме «Звёздные врата: Континуум», в 1 и 3 сезоне телесериала «Звёздные врата: Атлантида»[3].
- Дэниэл Джексон (Майкл Шэнкс) — сезоны 1—5 и 7—10: основной персонаж; сезон 6: второстепенный персонаж — блестящий египтолог, чьи теории о пирамидах привели его к участию в проекте Звёздных врат в оригинальном фильме (где Дэниэла играл актёр Джеймс Спейдер). Он присоединяется к команде SG-1 в самом начале сериала в надежде найти свою жену, которую похитили гоа’улды[4]. Дэниэл постепенно «эволюционирует» от археолога и переводчика в «моральную совесть» всей команды[5]. Он остаётся в составе SG-1 до событий конца 5 сезона, где ему удаётся спасти от ядерной катастрофы инопланетную страну Келону, облучившись при этом смертельной дозой радиации. Однако ему удаётся вознестись и перейти на другой уровень бытия. В начале 7 сезона он возвращается на своё прежнее место службы в SG-1 и остаётся там до конца сериала. В последних трёх сезонах можно заметить его противоречивые дружеские отношения с Валой Мал Доран[4]. Дэниэл также принимает участие в обоих фильмах-продолжениях сериала, вышедших сразу на DVD, и появляется в 1 и 5 сезоне телесериала «Звёздные врата: Атлантида».
- Саманта «Сэм» Картер (Аманда Таппинг) — сезоны 1-10: основной персонаж — блестящий молодой астрофизик и капитан военно-воздушных сил США, которая присоединяется к команде SG-1 под командованием полковника Джека О’Нилла в самом начале сериала. В 8 сезоне командование SG-1 временно переходит к ней. В сериале между Картер и О’Ниллом неоднократно проявляются романтические чувства, но их отношения никогда не заходят далеко, за исключением альтернативных реальностей. В 9 и 10 сезоне Саманта Картер помогает подполковнику Кэмерону Митчеллу, который становится новым лидером SG-1. После её появления в фильме «Звёздные врата: Ковчег правды» назначается новым командиром экспедиции на Атлантиде в 4 сезоне телесериала «Звёздные врата: Атлантида». После этого она вновь в составе команды SG-1 принимает участие в событиях фильма «Звёздные врата: Временной континуум». Саманта Картер также появлялась во всех сезонах телесериала «Звёздные врата: Атлантида». Самая знаменитая её фраза произнесена при первом появлении в ЗВ « что с того, что мои половые органы находятся внутри, а не снаружи».
- Тил’к (Кристофер Джадж) — сезоны 1—10: основной персонаж — спокойный и сильный представитель инопланетной расы джаффа, который служил в качестве первого воина у гоа’улда Апофиса. Тил’к присоединяется к SG-1 в первой серии сериала, надеясь освободить свою расу от порабощения. Несмотря на успех в этом к концу 8 сезона, он остаётся членом SG-1 до конца сериала. Тил’к также появляется в обоих фильмах-продолжениях, выпущенных сразу на DVD, и в 4 сезоне телесериала «Звёздные врата: Атлантида».
- Джордж Хаммонд (Дон С. Дэвис) — сезоны 1—7: основной персонаж; сезоны 8—10: второстепенный персонаж — генерал-майор военно-воздушных сил США (впоследствии генерал-лейтенант), который командовал проектом Звёздных врат на протяжении первых 7 сезонов. Кроме этого он изредка появляется с 8 по 10 сезон, а также присутствует в 1 сезоне телесериала «Звёздные врата: Атлантида». Актёр Дон С. Дэвис умер от сердечного приступа в июне 2008 года, тем самым появление его персонажа Джорджа Хаммонда в фильме «Звёздные врата: Временной континуум» стало последним[6].
- Джонас Куинн (Корин Немек) — сезон 6: основной персонаж; сезоны 5 и 7: второстепенный персонаж — учёный и представитель расы людей с планеты Лангара (его родиной была страна Келона). В конце 5 сезона Дэниэл Джексон жертвует своей жизнью, пытаясь спасти Келону, что приводит к его вознесению. Когда после этого правительство Келоны попыталось обвинить Джексона в саботаже, Куинн, убеждённый О’Ниллом в несправедливости этого, похищает столько наквадрии, сколько может, и переходит на сторону Земли. Джонас быстро учится и занимает место Дэниэла в команде SG-1 на протяжении 6 сезона. После возвращения Джексона Джонас Куинн возвращается на свою планету и становится второстепенным персонажем в 7 сезоне.
- Кэмерон «Кэм» Митчелл (Бен Браудер) — сезоны 9—10: основной персонаж — подполковник военно-воздушных сил США, который в начале 9 сезона был назначен командиром SG-1 обновлённого состава. Он стремился вновь воссоединить прежних участников команды вместе под свои командованием, что ему и удалось: Митчелл руководил (вместе с Самантой Картер) SG-1 до конца 10 сезона. Персонаж Бена Браудера получил ранг полковника между его появлением в фильмах «Звёздные врата: Ковчег правды» и «Звёздные врата: Временной континуум».
- Генри «Хэнк» Лэндри (Бо Бриджес) — сезоны 9—10: основной персонаж — генерал-майор военно-воздушных сил США и командующий проекта Звёздных врат в 9 и 10 сезоне. Он является отцом медицинского работника на базе Кэролайн Лэм. Хэнк Лэндри появляется в обоих фильмах-продолжениях и во 2 и 3 сезоне телесериала «Звёздные врата: Атлантида».
- Вала Мал Доран (Клаудия Блэк) — сезон 10: основной персонаж; сезоны 8—9: второстепенный персонаж — мошенница с неизвестной планеты и бывшая носительница гоа’улда Кетеш. Впервые она появилась в 12 эпизоде 8 сезона «Похищение Прометея», где начались её противоречивые дружеские отношения с Дэниэлом Джексоном[4]. В 9 сезоне Вала и Дэниэл случайно узнают о новой угрозе, нависшей над галактикой — орай. Она присоединяется к SG-1 в начале 10 сезона после того, как у орай появился новый лидер — её дочь. Вала Мал Доран присутствует в обоих фильмах-продолжениях сериала.

## Производство

### Идея

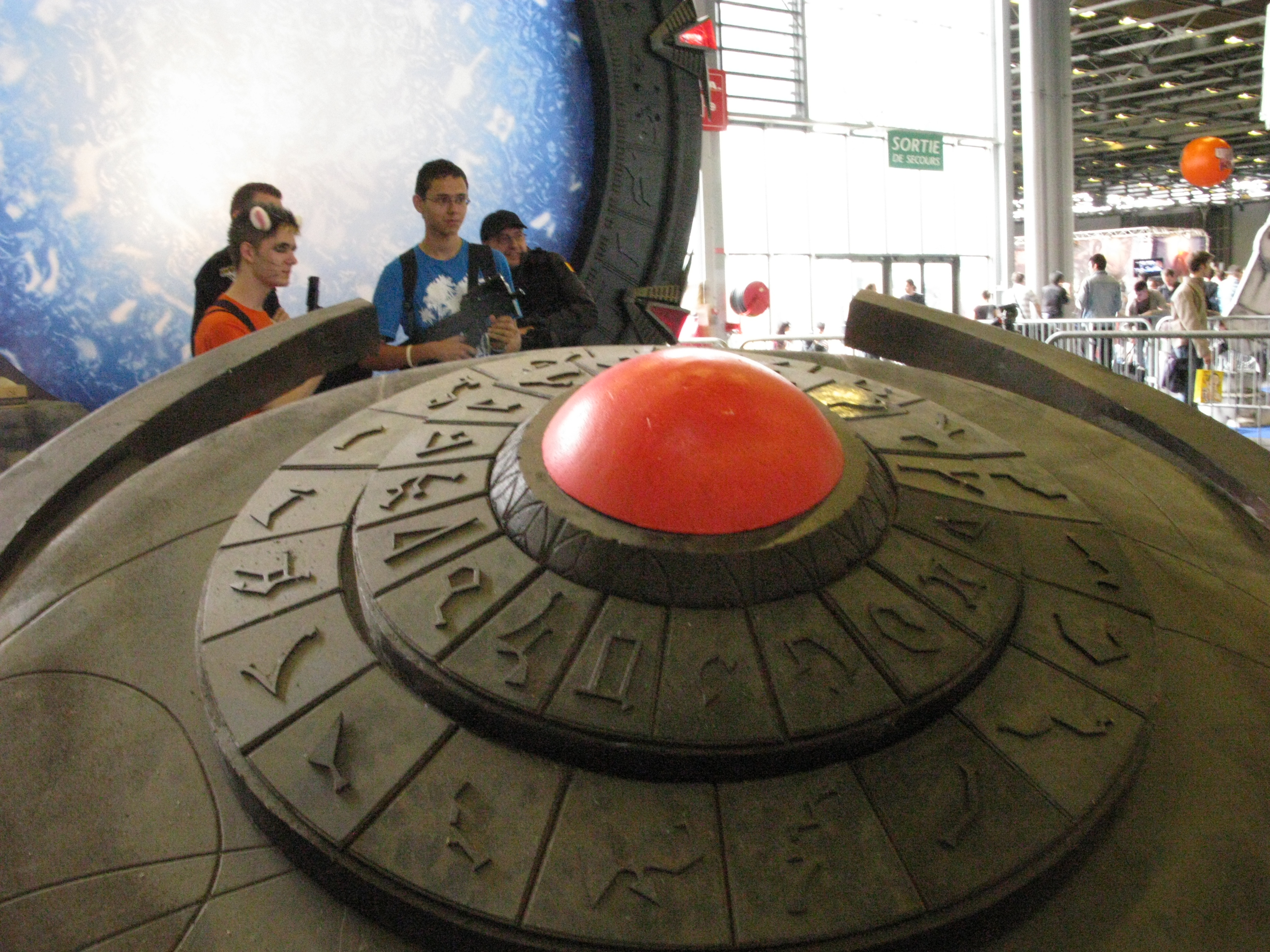
Макет наборного устройства от врат

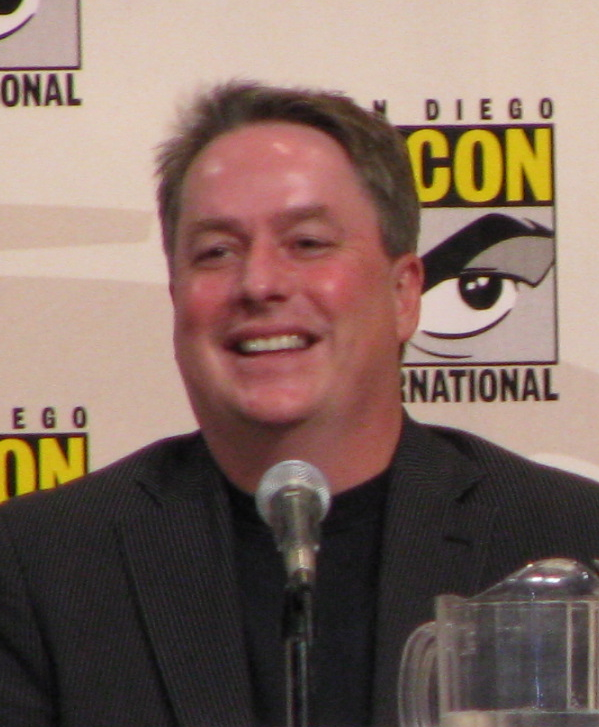
Брэд Райт — один из создателей сериала

Брэд Райт и Джонатан Гласснер работали вместе с 1995 года на съёмках телевизионного сериала «За гранью возможного». В это же время стали ходить слухи о том, что компания MGM собирается начать производство телевизионного продолжения художественного фильма «Звёздные врата». Райт и Гласснер независимо друг от друга обратились к руководству студии и предложили свои концепции того, каким они видели будущий телесериал. Президент MGM Джон Саймес готов был дать зелёный свет проекту при условии, что оба они будут работать вместе в качестве исполнительных продюсеров нового сериала, который решили назвать «Звёздные врата SG-1» по названию команды SG-1, занимающей центральное место в сюжете. После этого в течение ближайших недель MGM выпустила постер с заголовком «Звёздные врата SG-1», о чём Райт и Гласснер, как оказалось потом, даже не подозревали.
Джон Саймес связался с Майклом Гринбергом и Ричардом Дином Андерсоном, известными по сериалу «Секретный агент Макгайвер». Андерсон согласился принять участие в проекте при условии, что персонаж Джека О’Нилла будет гораздо более юмористичен, чем был в исполнении Курта Рассела в оригинальном фильме. Также он попросил о том, чтобы в новом сериале было больше ключевых персонажей, а не только вокруг него крутился весь сюжет, как в «Секретном агенте Макгайвере». Американский канал Showtime в 1996 году подписал соглашение о показе 2 сезонов, состоящих из 44 эпизодов. Основные съёмки начались в Ванкувере в феврале 1997 года.

### Отбор актёров

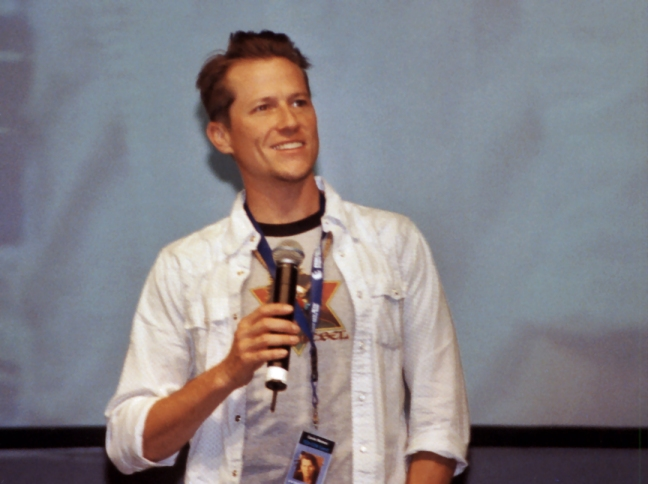
Корин Немек

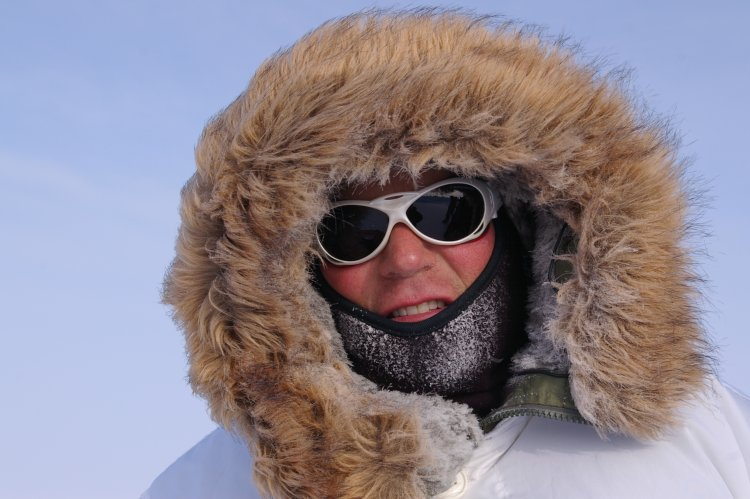
Ричард Дин Андерсон

После того, как Ричард Дин Андерсон согласился принять участие в проекте, Брэд Райт и Джонатан Гласснер рассмотрели несколько тысяч записанных на плёнку прослушиваний и в результате пригласили около 25 наиболее подходящих для них актёров, чтобы пройти последний отбор в Лос-Анджелесе. Во время прослушивания Майкл Шэнкс, Аманда Таппинг и Кристофер Джадж стремились вместе попасть в новый сериал, что и произошло в конечном счёте. Джадж был выбран в основном из-за своего телосложения, а Майкл Шэнкс, по словам Райта, из-за поразительной схожести с Джеймсом Спейдером. Дон С. Дэвис был приглашён на роль Джорджа Хаммонда в основном из-за того, что был известен продюсерам по его работе в качестве заместителя и дублёра Дэны Элкара в телесериале «Секретный агент Макгайвер».
После окончания 5 сезона заявление телеканала Showtime о прекращении показа «Звёздных врат SG-1» совпало с решением Майкла Шэнкса оставить проект из-за недостаточного участия его персонажа в сериале. Но телеканал Sci Fi Channel решил продолжить трансляцию, заменив Дэниэла Джексона новым персонажем. Агенты случайно встретили Корина Немека в то время, когда тот находился на студии MGM в Санта-Моника и предложили ему роль Джонаса Куинна. Появившись ещё в 5 сезоне, в эпизоде «Меридиан», Джонас вызвал недоверие со стороны поклонников. После показа 6 сезона Корин Немек готов был продолжить своё участие не только в сериале, но и в художественном фильме или спин-оффе. Однако продюсерам удалось заключить новый контракт с Майклом Шэнксом и вернуть его персонаж в 7 сезоне, тем самым отодвинув Корина Немека на второстепенную роль. После седьмого сезона Дон С. Дэвис решил оставить проект по причине здоровья и также стал второстепенным персонажем, изредка принимая участие в съёмках до самой смерти 29 июня 2008 года.

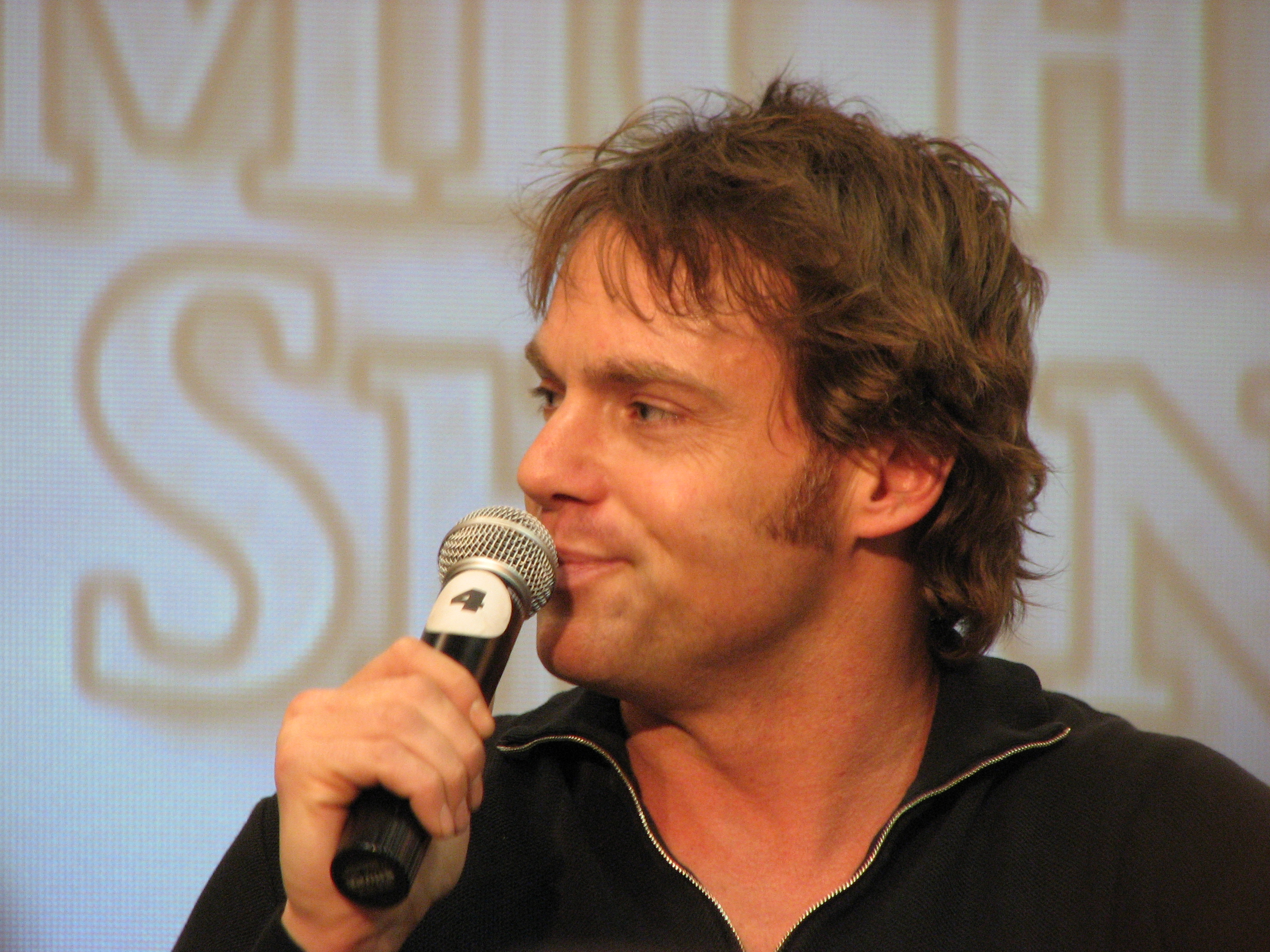
Майкл Шэнкс

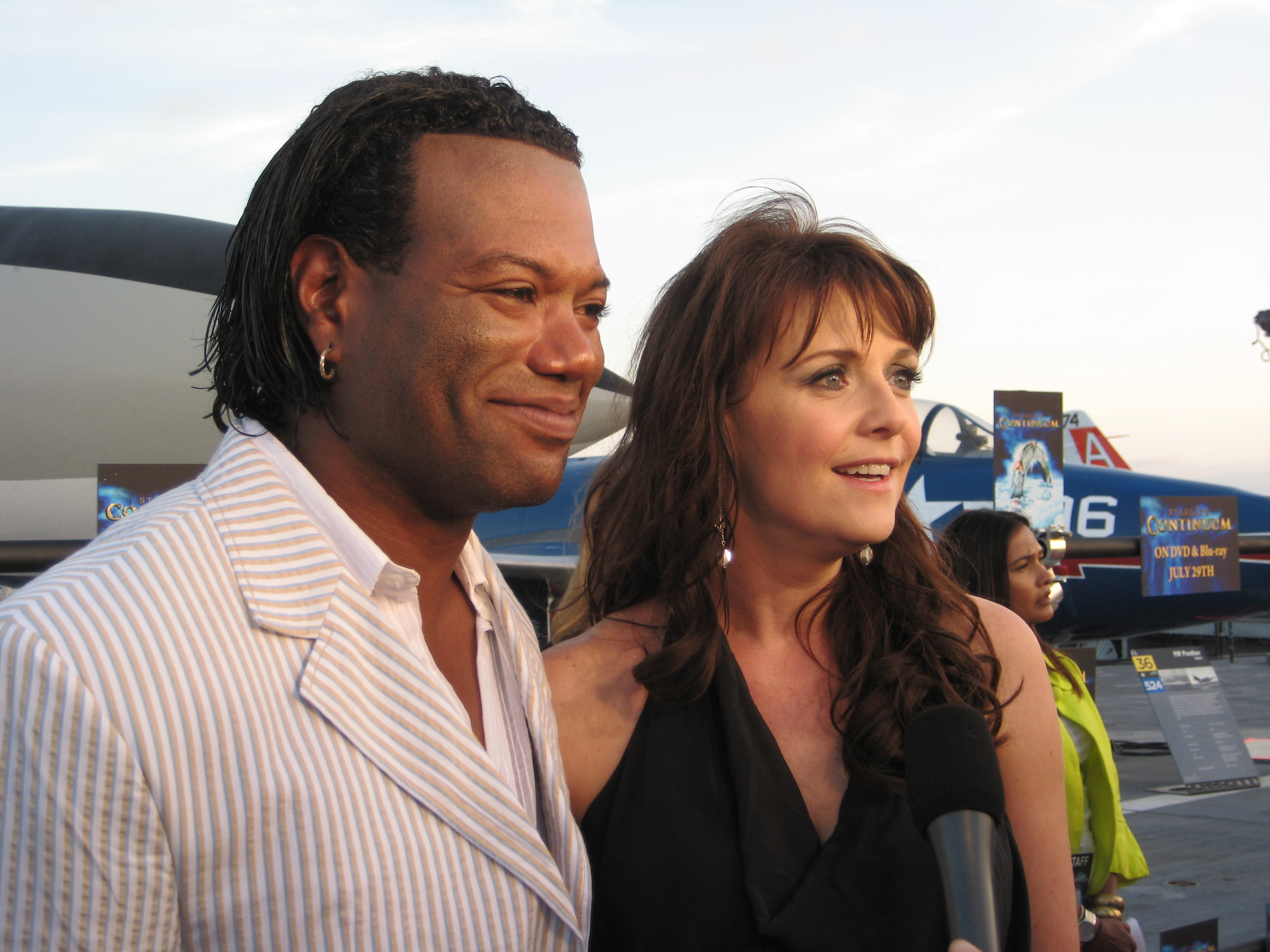
Кристофер Джадж и Аманда Таппинг

Клаудия Блэк, игравшая одну из главных ролей в телесериале «На краю Вселенной», не могла принять участие в «Звёздных вратах SG-1» в качестве приглашённой звезды до 12 эпизода 8 сезона «Похищение Прометея». Продюсерам понравились отношения, которые возникли между её персонажем Валой Мал Доран и Дэниэлом Джексоном. Поэтому Клаудия Блэк вновь приняла участие в 6 эпизодах 9 сезона на время отсутствия Аманды Таппинг из-за декретного отпуска. Тогда же Ричард Дин Андерсон покинул сериал, чтобы проводить больше времени с дочерью (его участие постепенно уменьшалось уже начиная с 6 сезона). Поэтому продюсерам, которые решили ввести в сериал новых персонажей, пришлось пригласить в начале 9 сезона на главную роль Бена Браудера (также снимавшегося в телесериале «На краю Вселенной»), которого также в ходе научно-фантастических конференций рассматривали и на другие роли в проекте. Продюсеры пригласили обладателя премии «Эмми» актёра Бо Бриджеса для роли Хэнка Лэндри. В то же время Клаудия Блэк в качестве приглашённой звезды стала очень популярной среди создателей и поклонников, что сделало Валу Мал Доран постоянным персонажем сериала в 10 сезоне.

### Съёмочная группа

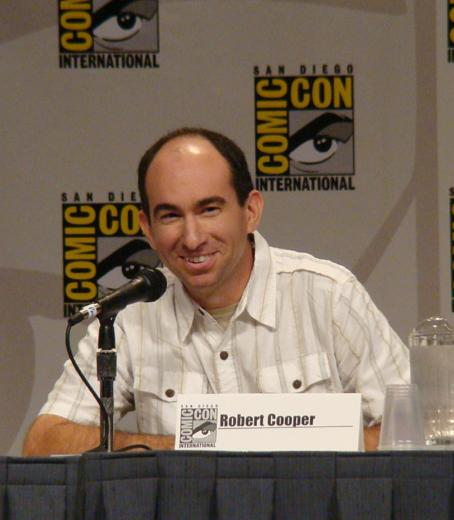
Роберт Купер — один из исполнительных продюсеров сериала

Большинство продюсеров, членов съёмочной группы и приглашённых актёров телесериала «Звёздные врата SG-1» были канадцами. Создатели Брэд Райт и Джонатан Гласснер являлись исполнительными продюсерами и идейными вдохновителями на протяжении первых 3 сезонов, последнее слово всегда было за ними (за исключением MGM и телеканала) относительно сюжета, дизайна, спецэффектов, исполнителей ролей, монтажа и бюджета серий. После ухода Гласснера Райт поддерживал сериал один следующие 3 сезона. Эстафету в начале 7 сезона принял исполнительный продюсер Роберт Купер, так как Брэд Райт большую часть своего времени стал уделять спин-оффу «Звёздные врата: Атлантида». Тем не менее именно они вдвоём поддерживали сериал до момента его закрытия. Кроме них участие в производстве «Звёздных врат SG-1» в качестве исполнительных продюсеров приняли Майкл Гринберг и Ричард Дин Андерсон (сезоны 1—8), Н. Джон Смит (сезоны 4—10) и авторы сценария Джозеф Маллоззи и Пол Малли (сезоны 7—10).
Хотя над сюжетом сериала работало большое количество сценаристов, большинство из 214 эпизодов было написано такими авторами как Брэд Райт (сезоны 1—10), Джонатан Гласснер (сезоны 1—3), Катарин Пауэрс (сезоны 1—6), Роберт Купер (сезоны 1—10), Питер Делуиз (сезоны 4—8), Джозеф Маллоззи и Пол Малли (сезоны 4—10), Дамиан Киндлер (сезоны 6—10) и Алан МакКалло (сезоны 9—10). Мартин Вуд и Питер Делуиз срежиссировали большинство серий — 46 эпизодов (сезоны 1—10) и 57 эпизодов (сезоны 2—10) соответственно. При этом они довольно часто сами играли в малозаметных ролях в своих эпизодах, а иногда и режиссёров «шоу внутри шоу» — серии «Экстрим в червоточине!» и «200». Энди Микита был помощником режиссёра начиная с пилотного эпизода и срежиссировал 29 серий (сезоны 3—10). Режиссёр-оператор «Звёздных врат SG-1» Питер Уост и оператор Уильям Варинг сняли по 13 эпизодов каждый. Большинство сценаристов и режиссёров также принимали участие и как продюсеры, а некоторые из актёров даже стали авторами сюжетов и срежиссировали некоторые эпизоды телесериала.

### Дизайн

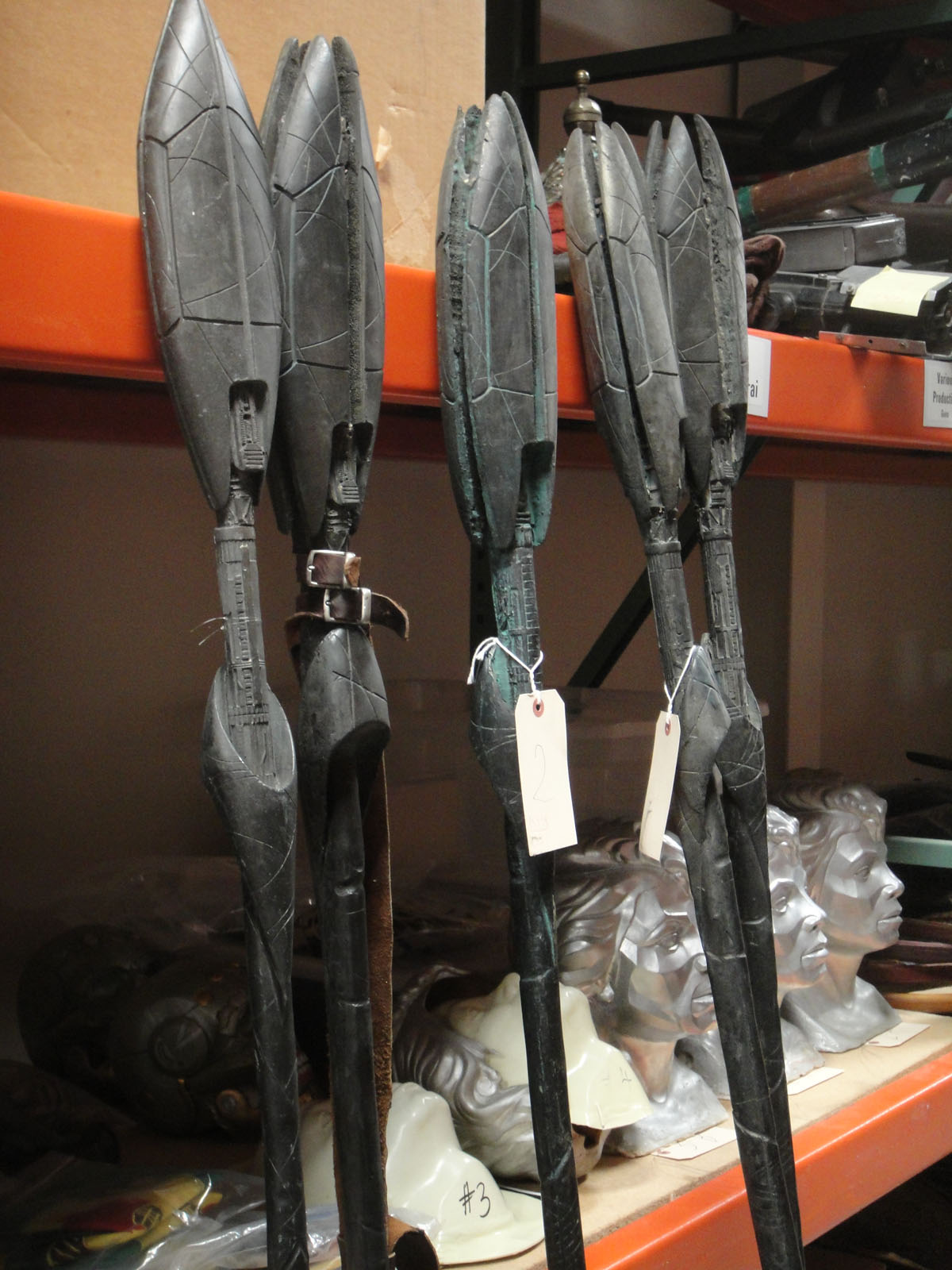
Оружие Джафф

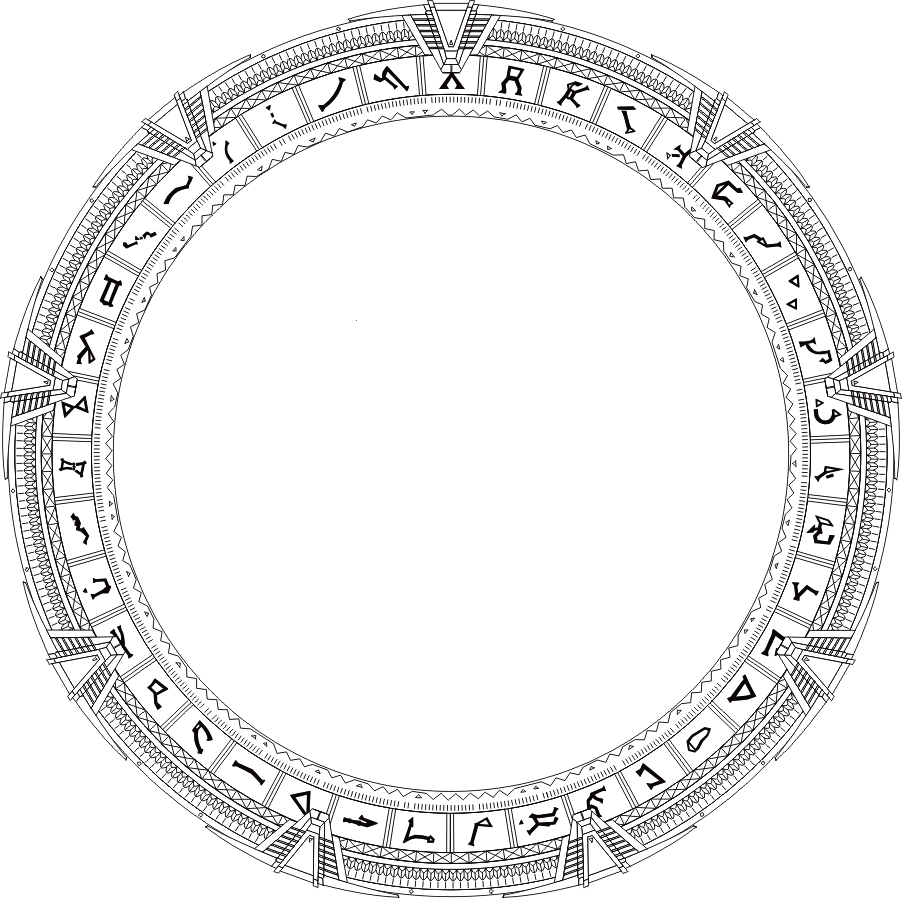
Для съёмок в телесериале была сконструирована новая модель Звёздных врат, так как прежняя модель, использовавшаяся в оригинальном фильме, была сильно изношена

Художественный отдел является ответственным за создание всех концепций и идей, использованных в сериале, при участии различных студий по возможности помогших воплощению замыслов (реквизит, украшения, постройка декораций и моделей, а также их покраска). Художники также сотрудничали с отделом по спецэффектам. Для постройки декораций было нанято около 200 канадских рабочих, хотя реальное их число со временем могло превысить 300 человек. Ведущий дизайнер Ричард Хьюдолин присоединился к проекту в октябре 1996 года. Бриджет Макгуайр, художественный директор начиная с пилотного эпизода, взяла на себя обязанности ведущего дизайнера в 6 сезоне.
Хьюдолин полетел в Лос-Анджелес в 1996 году, чтобы собрать материал, использованный в оригинальном фильме, и нашёл модель Звёздных врат, которые хранилась недалеко от калифорнийской пустыни. Хотя они были уже в слегка потрёпанном состоянии, Ричард Хьюдолин всё-таки использовал их для того, чтобы создать собственную модель для сериала. Новые Звёздные врата были сконструированы так, что могли вращаться, блокировать шевроны и управляться компьютером для набора определённого адреса. Также были построены портативные Звёздные врата, которые использовались при съёмках вне студии, и требовали для своей установки на местности один полный день и 6 рабочих. Со временем производство спецэффектов стало дешевле, чем вывоз врат в другие места. Поэтому в поздних сезонах в некоторых сценах были использованы Звёздные врата, полностью смоделированные на компьютере.

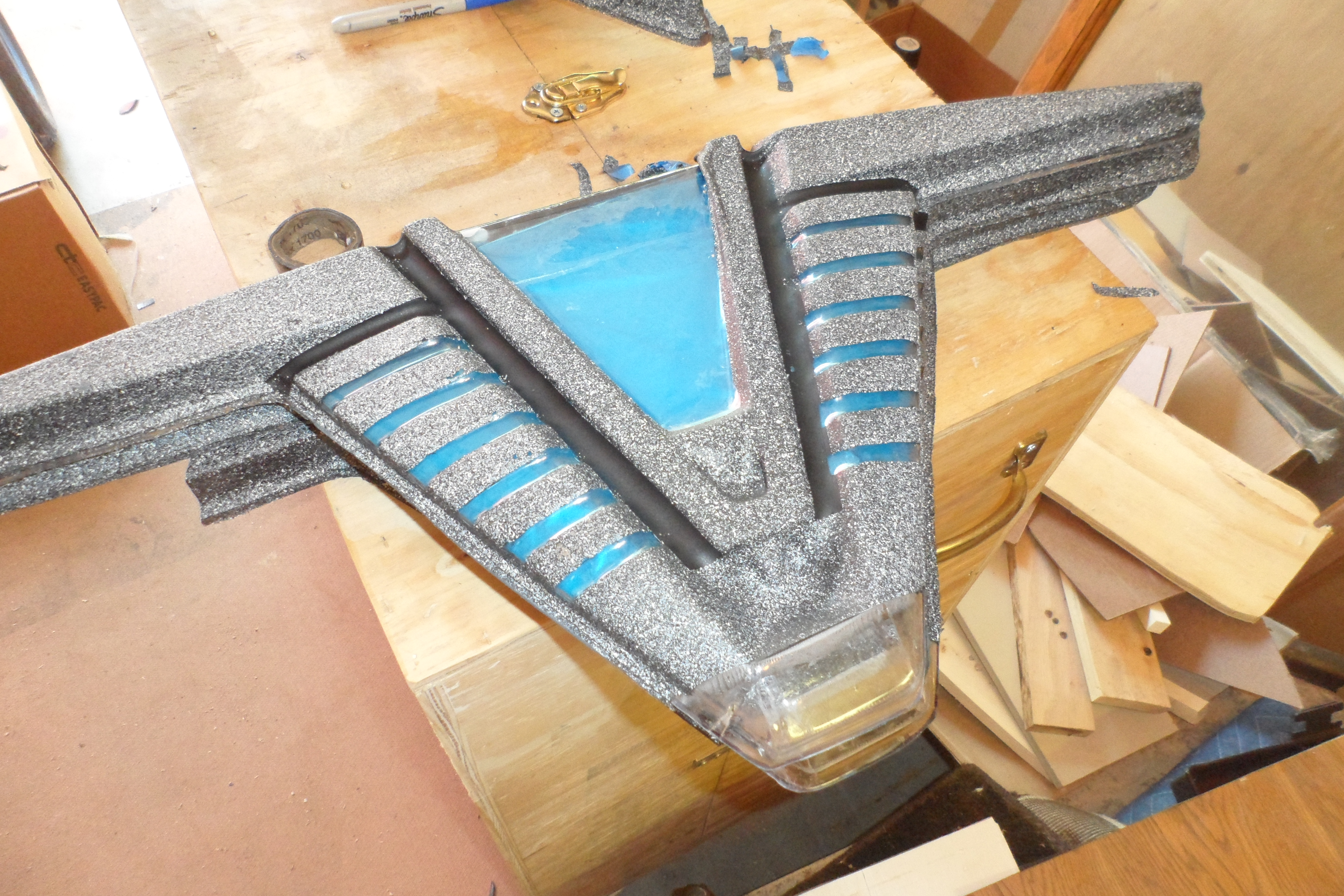
Макет шеврона от врат

Зал, где находились Звёздные врата, должен был вмещать модель высотой 22 фута и иметь по замыслам Хьюдолина 3 уровня, но в итоге остановились на 2 уровнях. Это помещение являлось самым большим на студии и могло перестраиваться для других сцен. Помимо этого использовались две многоцелевые комнаты, которые можно было переоборудовать в медицинский отдел, лабораторию Дэниэла Джексона, столовую и гимнастический зал. Помещения командного центра Звёздных врат и другие декорации были построены для съёмок в пилотном эпизоде за 6 недель в январе и феврале 1997 года, включая некоторые части декораций, использованных в оригинальном фильме. В конце 2008 года основная часть командного центра Звёздных врат была демонтирована и на его месте началось создание базы «Икар» для съёмок в сериале «Звёздные врата: Вселенная».

### Спецэффекты

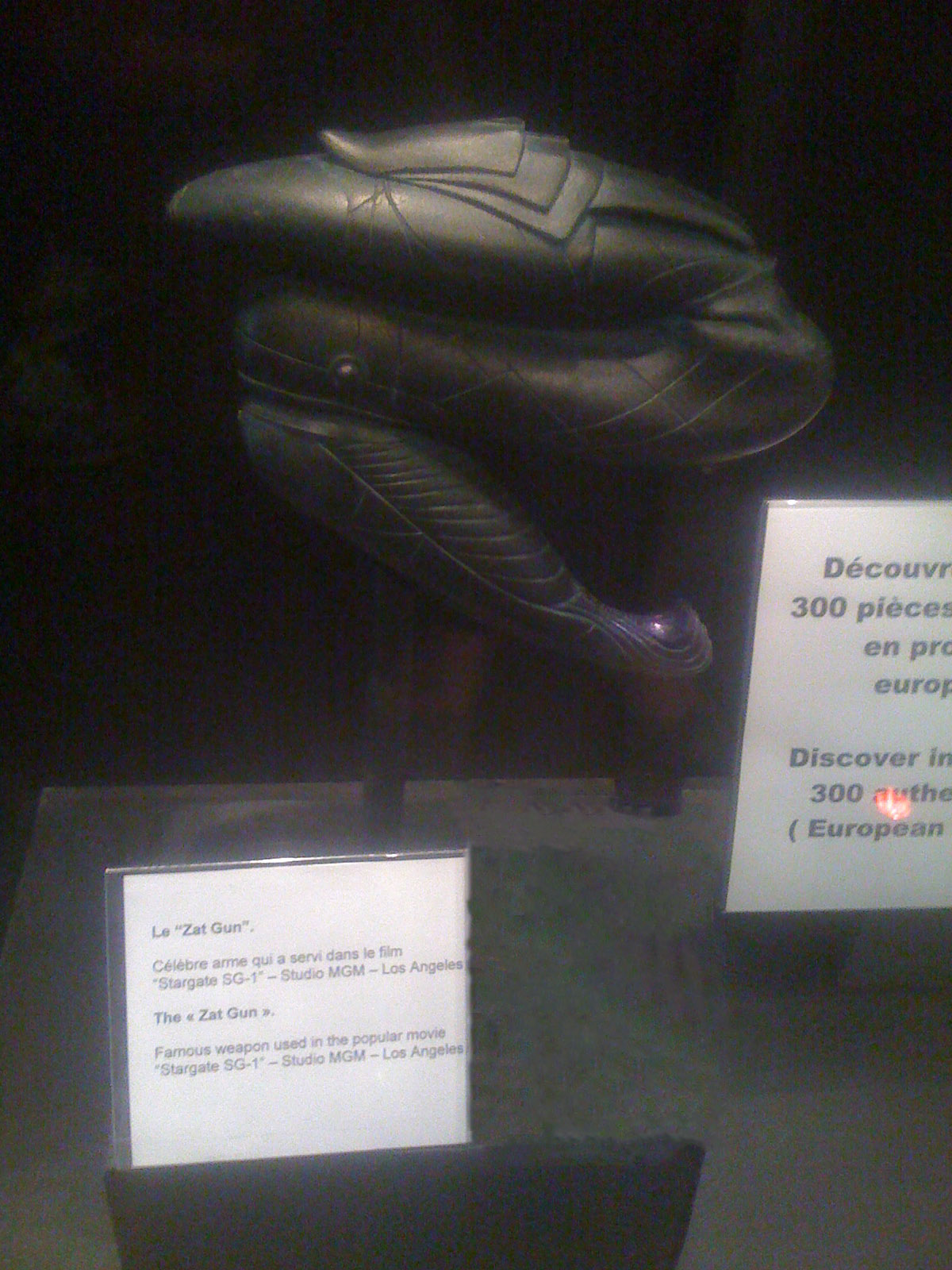
Ручное оружие Zat

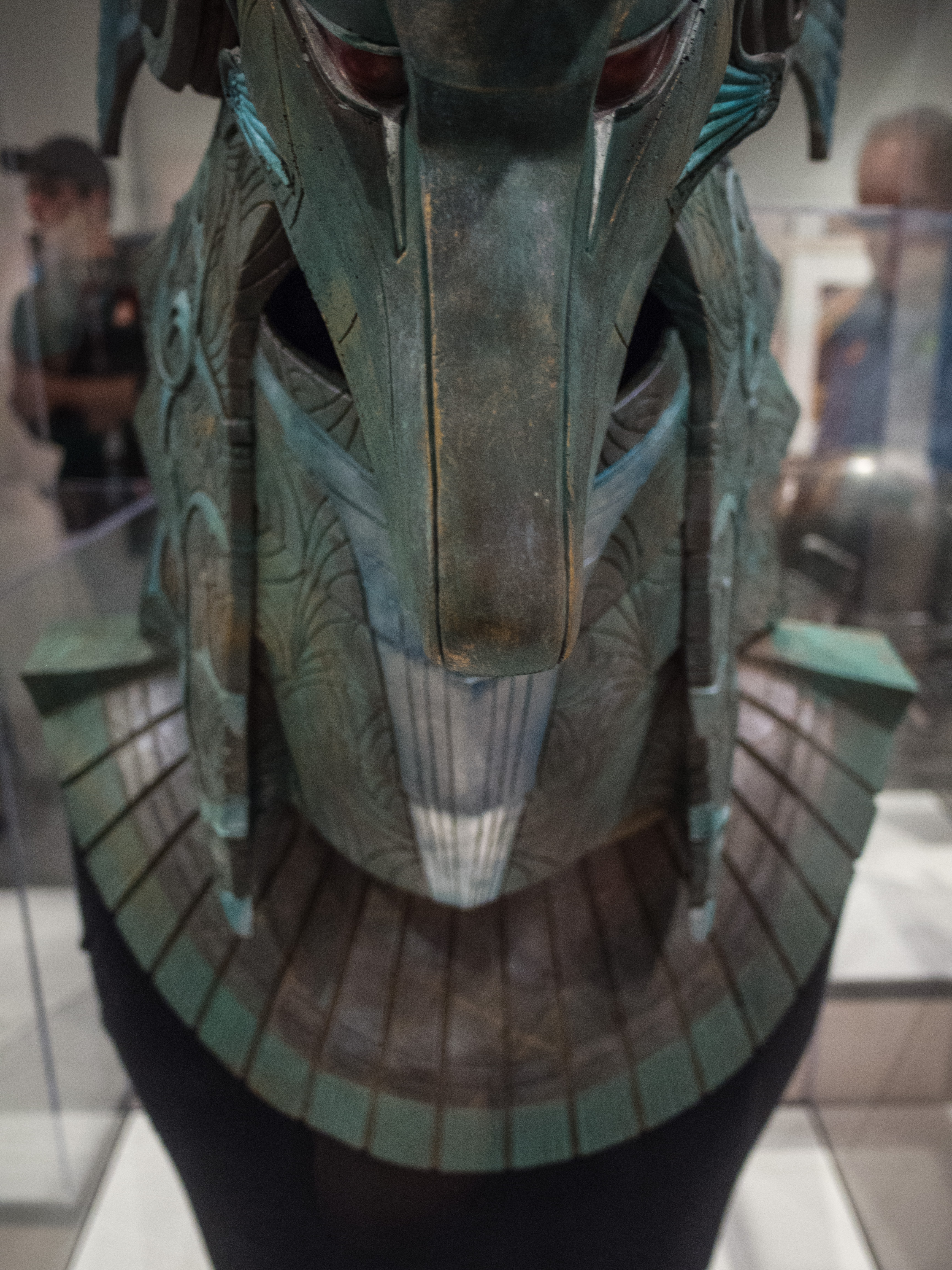
Шлем воина-джаффа, служащего гуаулду Анубису

В «Звёздных вратах SG-1» использовалось большое количество визуальных эффектов, тем самым к созданию было привлечено множество специалистов из Ванкувера, доводя расходы на спецэффекты в каждом эпизоде до 400 тысяч долларов. Наибольший вклад в их создание внесла студия Rainmaker Digital Effects, чей сотрудник Брюс Уолошин работал по 10 месяцев в год в тесном контакте с художниками по спецэффектам сериала Джеймсом Тиченором (также продюсером) и Мишелем Коменсом. Изначально для создания горизонта событий у Звёздных врат, напоминающего всплеск воды, было нанято множество компаний, но в итоге студия Rainmaker осталась единственной, кто создавал эти спецэффекты. Rainmaker Digital Effects разработали не только активацию и использование Звёздных врат (за несколько лет было создано 300 различных горизонтов событий), но и транспортные кольца, выстрелы из энергетического оружия и затов, а также приняли участие в разработке кораблей гоа’улдов и глайдеров смерти.
Для создания спецэффектов с 1 по 5 сезон также привлекалась компания Lost Boys Studios, а студия Image Engine работала над ними начиная с 2 сезона. Студия Atmosphere Visual Effects также ответственна за работу над сериалами «Звёздные врата SG-1» и «Звёздные врата: Атлантида» (с долей участия от 30 % до 40 %). Джеймс Тиченор полагал, что среди всех снятых серий есть несколько с наибольшим количеством удачно сделанных спецэффектов, что могло получить признание у судей ежегодных премий. Такие эпизоды «Звёздных врат SG-1» как «Маленькие победы» (4 сезон), «Откровения» (5 сезон) и «Затерянный город» (7 сезон) получили наибольшее количество наград и номинаций в плане спецэффектов и помогли местным студиям добиться признания.

### Сотрудничество с военными
Военно-воздушные силы США (англ. USAF) тесно сотрудничали с продюсерами «Звёздных врат SG-1». Перед началом сериала ВВС предоставили возможность снять несколько кадров вокруг и внутри комплекса под горой Шайенн. Помимо этого военные знакомились со сценариями будущих серий и исправляли найденные ошибки, снабжали сценаристов различными правдоподобными историями о жизни многих персонажей и военных отношений. ВВС США специально во время съёмок сериала и фильмов-продолжений поднимали в воздух такие истребители как T-38 Talon, F-15 и F-16. Многие из актёров, которые играли в сериале персонажей, состоящих на службе военно-воздушных сил, действительно служили в ВВС.

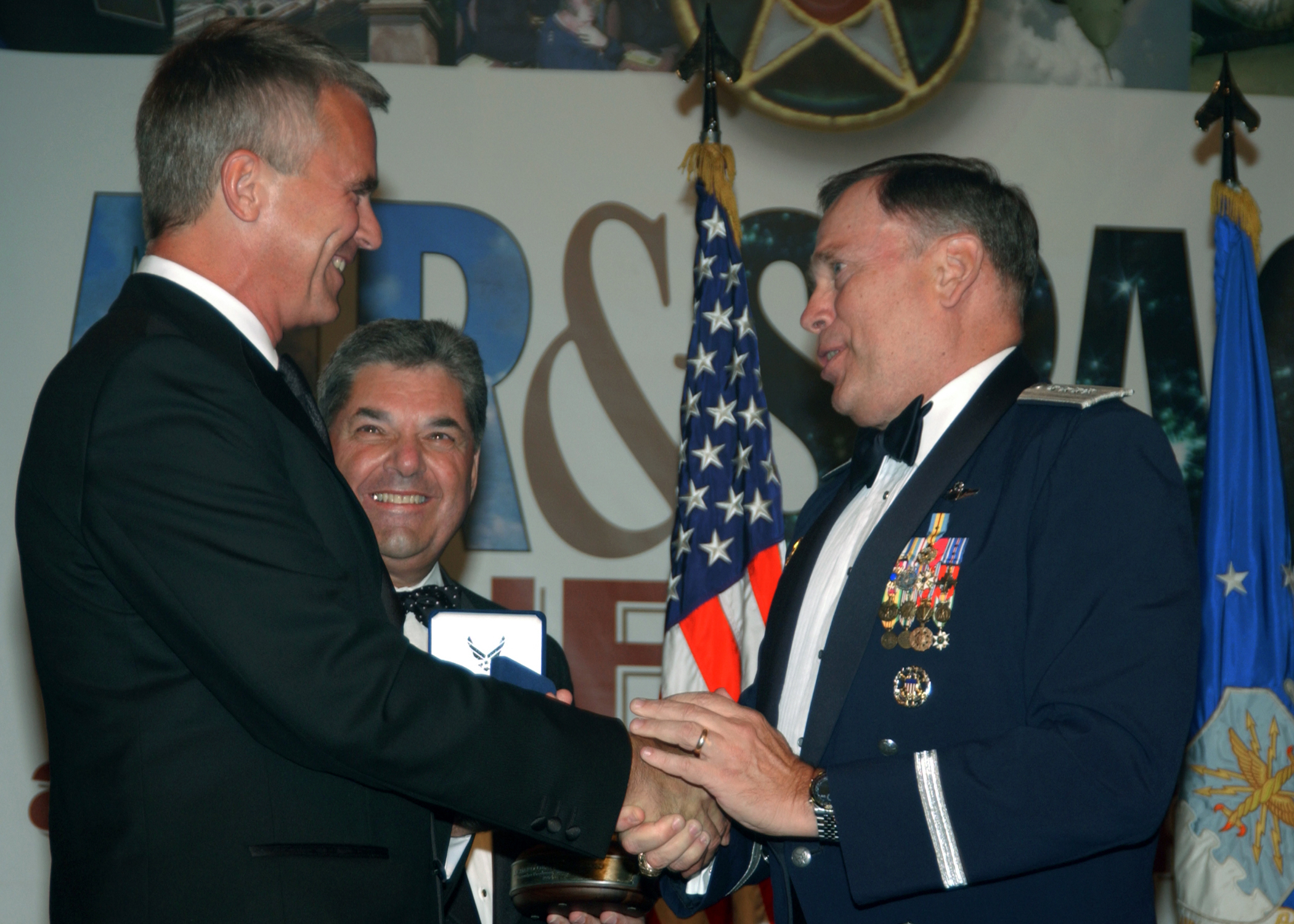
Ричард Андерсон и бригадный генерал Джон Джампер

Генералы Майкл Э. Райан и Джон П. Джампер, начальники штаба ВВС США, приняли участие в съёмках и играли самих себя в эпизодах «Вундеркинд» (4 сезон) и «Затерянный город» (7 сезон) соответственно. Второй раз генерал Джампер должен был появиться в эпизоде «Четвёртый всадник» (9 сезон), но этого не случилось из-за затянувшегося конфликта на Ближнем Востоке. 14 сентября 2004 года, во время ужина по случаю 57-й годовщины ВВС США в Вашингтоне, Ричард Дин Андерсон был представлен к награде Ассоциацией военно-воздушных сил за вклад в создание положительного образа ВВС США как ведущий актёр и исполнительный продюсер сериала «Звёздные врата SG-1».
Сериал получил поддержку также от американского и международного флота. Несколько сцен эпизода «Маленькие победы» (4 сезон) были сняты на борту и снаружи российской подводной лодки проекта 641 (класс «Фокстрот» по классификации НАТО), которая проделала путь от Владивостока до Ванкувера (однако на подводной лодке можно увидеть надписи на русском языке с ошибками). Руководство военно-морских сил США разрешило актёрам и продюсерам провести съёмки на борту ядерной подводной лодки «Александрия», а также в Арктике внутри их полярной станции, где находилась прикладная физическая лаборатория (фильм «Звёздные врата: Континуум»).

## Трансляция

### Sci Fi Channel (2002—2007)
Из-за того, что производство сериала было выгодно с финансовой точки зрения, телеканал Sci Fi Channel принял предложение компании MGM продолжить показ, начиная с 6 сезона, но всё же при этом уменьшив бюджет. Новые эпизоды «Звёздных врат SG-1» стали выходить по пятницам в 9 часов вечера между сериалами «Мёртвая зона» и «На краю Вселенной». Через 6 месяцев после премьеры на Sci Fi Channel был показан весь 6 сезон, который как предполагалось должен был быть последним. Но в последний момент руководство канала решило продолжить трансляцию. 6 и 7 сезоны сделали «Звёздные врата SG-1» самым рейтинговым сериалом на Sci Fi Channel со средним числом зрителей в 2 миллиона человек в более чем 1,3 миллионах семей. Благодаря этому Sci Fi Channel вошёл в ТОП-10 кабельных каналов США. В конце каждого года после показа очередного сезона продюсеры полагали, что продолжения сериала не будет и завершали каждый сезон внушительным финалом. Но успех «Звёздных врат SG-1» откладывал закрытие сериала, хотя по требованию Sci Fi Channel количество эпизодов в каждом сезоне (начиная с 8) было уменьшено с 22 до 20.
Изначально планировалось заменить «Звёздные врата SG-1» его спин-оффом «Звёздные врата: Атлантида», премьера которого состоялась летом 2003 года вместе с 8 сезоном SG-1. Но первые эпизоды обоих сериалов установили рекорды по количеству телезрителей для Sci Fi Channel — 3,2 миллиона для «Звёздных врат SG-1» и 4,2 миллиона для «Звёздных врат: Атлантида». В январе 2005 года к этим двум сериалам присоединился ещё один научно-фантастический сериал «Звёздный крейсер „Галактика“», что сделало Sci Fi Channel в течение 2005 года лидером среди других кабельных телеканалов по количеству зрителей в вечерние часы пятницы. После 8 сезона продюсеры решили заменить «Звёздные врата SG-1» новым сериалом с названием «Командный центр Звёздных врат» (англ. Stargate Command), но Sci Fi Channel не согласился с этим и решил продолжить показ 9 сезона с немного изменённым актёрским составом. Среднее количество телезрителей во время показа 9 сезона упало с 2,4 миллионов в 2005 году до 2,1 миллионов в 2006 году (около 1,8 миллионов семей), что, по словам представителя Sci Fi Channel Марка Стерна, являлось вполне закономерным без учёта и распространения цифровых носителей и других способов просмотра. В то же время сезон 2005—2006 года принёс снижение рейтинга не только для SG-1, но и для другой научно-фантастической продукции. В 2005 году Sci Fi Channel заказал 10 сезон (рекордный), а летом 2006 года заявил о том, что 11 сезона уже не будет. Премьера финального эпизода «Звёздных врат SG-1» «Бесконечность» состоялась на британском канале Sky1 13 марта 2007 года и 22 июня 2007 года на Sci Fi Channel (2,2 миллиона телезрителей).

### Международный показ

Фрагмент из первого эпизода сериала «Дети Богов»

По словам Райта и Купера международная популярность научной фантастики стала одним из факторов успеха «Звёздных врат SG-1» не только в Северной Америке, но и за её пределами. В 2005—2006 годах несколько газет сообщало о том, что показ телесериала более чем в 100 странах еженедельно собирал у экранов около 10 миллионов телезрителей. Газета The New York Times в 2004 году писала о 64 странах с более чем 17 миллионами зрителей каждую неделю. Большого успеха сериал смог добиться в Великобритании, Германии, Франции и Австралии.
Сериал транслировался в Великобритании на телеканале Sky One с повторами на каналах Sky Two, Sky Three и Channel 4. Новые эпизоды на Sky One показывались даже до американской премьеры (большинство серий второй половины сериала). Брэд Райт считал «даже странным», что «Звёздные врата SG-1» намного популярнее в Великобритании чем в Канаде, где трансляция шла по каналам Space, Citytv, A-Channel, Movie Central и франкоязычных TQS и Ztélé. В Австралии сериал транслировался на Sci Fi Australia, Channel Seven и Golden West Network.
В России сериал транслировался НТВ, РЕН ТВ, и транслируется на каналах AXN Sci-Fi и ТВ-3.
На Украине сериал транслируется на канале К1.

### Закрытие сериала и его будущее
21 августа 2006 года, спустя несколько дней после премьеры юбилейного эпизода «200», Sci Fi Channel подтвердил, что «Звёздные врата SG-1» не будут продолжены на 11 сезон. В выходивших в то время новостных выпусках говорилось о возможных причинах закрытия, среди которых были упавшие рейтинги и дорогое производство. Но представитель Sci Fi Channel Марк Стерн заявил, что их решение не было основано на рейтингах, а явилось следствием того, что необходимо было связать и завершить сюжетные ходы сериала, а также будущего участия членов команды SG-1 в набирающем популярность «Звёздных вратах: Атлантида». Тем временем продюсеры и представители MGM желали продолжить сериал в виде фильма, мини-серий или даже 11 сезона на другом канале. Уже в октябре 2006 года Брэд Райт подтвердил о начале производства двух фильмов-продолжений, которые должны были выйти сразу на DVD, а Аманда Таппинг присоединилась к основному актёрскому составу «Звёздных врат: Атлантида» в течение 4 сезона. Первый фильм «Звёздные врата: Ковчег правды» был выпущен в марте 2008 года и заканчивал сюжетную линию орай. Второй фильм «Звёздные врата: Временной континуум» является ещё одной историей о путешествии во времени и вышел в июле 2008 года. Также в 2008 году было выпущено специальное издание двухчасовой пилотной серии «Дети Богов» с переснятыми и дополненными сценами.
В апреле 2009 года компания MGM заявила о том, что собирается выпустить третий фильм по сериалу, о котором Брэд Райт говорил ещё в мае 2008 года. Райт должен был стать автором сценария нового фильма вместе с бывшим исполнительным продюсером «Звёздных врат: Атлантида» Карлом Биндером. Выпуск фильма был запланирован на 2009 год. По словам Райта сюжет фильма должен был быть сосредоточен на персонаже Джека О’Нилла и, по возможности, воссоединил бы многих членов команды SG-1. В 2011 году Брэд Райт сообщил, что хотя работа над сценарием для фильма завершена, выпущен он, скорее всего, не будет, так как MGM более не планирует выпуск каких-либо фильмов по вселенной «Звёздных Врат». Выпущен в 2018 году сериал из десяти серий по десять минут Звёздные врата: Начало (Stargate Origins).

### Онлайн-трансляция
Эпизоды «Звёздных врат SG-1» впервые были выпущены на iTunes в США в августе 2006 года, они выходили каждый раз на следующий день после премьеры на Sci Fi Channel. Стоимость одной серии была $1.99, в то время как весь сезон, состоящий из 20 эпизодов, имел цену в $37.99. Выход сериала на iTunes в Великобритании состоялся в октябре 2007 года. Все 10 сезонов SG-1 доступны с января 2008 года на iTunes и Amazon Unbox. Сериал, начиная с первого сезона, дебютировал на сайте hulu.com в марте 2009 года. Зрители в США уже посмотрели первые 4 сезона бесплатно, правда с небольшой долей рекламы.

## Реакция

### Награды и номинации
Телесериал «Звёздные врата SG-1» был номинирован на множество наград в течение всех 10 лет его показа на телевидении. Среди них 7 номинаций на премию «Эмми» в категории «Лучшие спецэффекты в сериале» и одна номинация на «Эмми» в категории «Лучшая музыкальная композиция в сериале (драма)», причём ни одной из них сериал не выиграл. «Звёздные врата SG-1» получили 2 премии «Джемини», 12 премий «Лео» и 5 премий «Сатурн» из более чем 30 номинаций в каждой из этих наград. Телесериал был номинирован дважды на премию VES в 2003 и 2005 году, а также на 2 премии «Хьюго» в 2005 и 2007 году.

### Сопутствующие товары

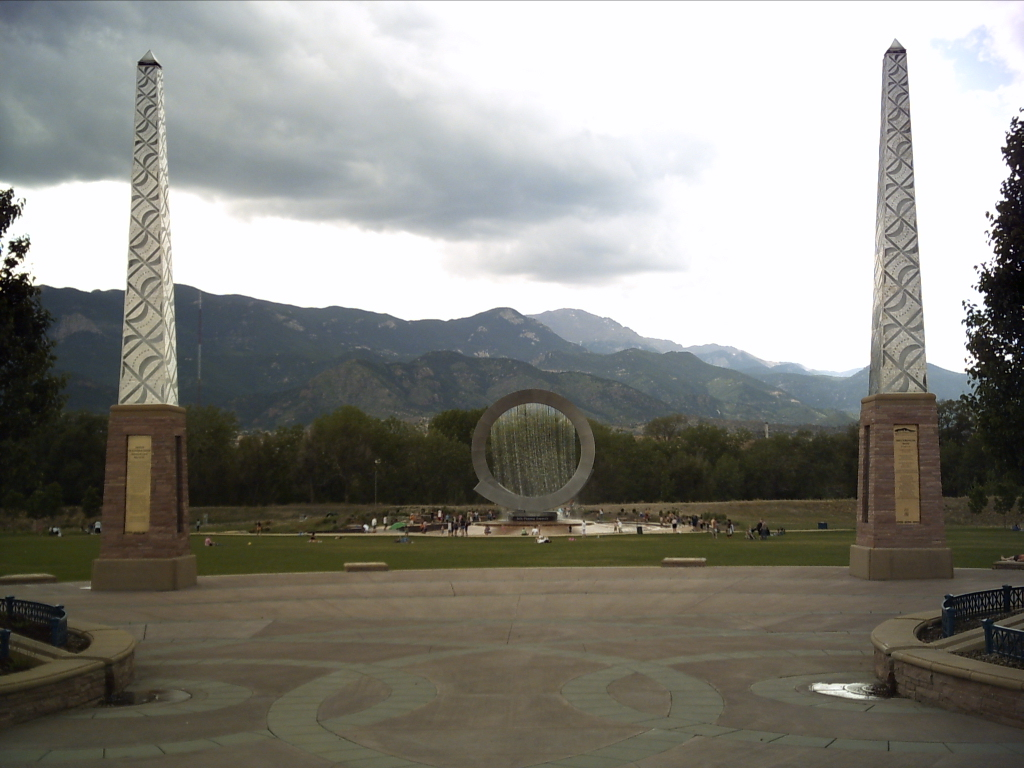
Фонтан имени Джули Пенроуз в Колорадо Спрингс

Благодаря успеху телесериала было выпущено множество сопутствующих товаров. С 1999 по 2001 год издательство ROC выпустило 4 романа за авторством Эшли МакКоннелла по вселенной «Звёздных врат SG-1». В 2004 году британское издательство Fandemonium Press запустило новую серию романов, основанных на сериале. Но все права на выпуск литературы принадлежали ROC, поэтому до 2006 года британские книги не были доступны в Северной Америке. Издательство Titan Publishing начинает выпускать официальный журнал по вселенной — Stargate Magazine, а Avatar Press публикует серию комиксов. Британская компания Big Finish Productions в начале 2008 года выступило в качестве продюсера приключений команды SG-1 в аудиоформате — к озвучке были приглашены актёры, игравшие в сериале. Ролевая игра «Звёздные врата SG-1» и коллекционно-карточная игра «Звёздные врата» были выпущены в 2003 и 2007 году соответственно, а в 2005 и 2006 году компании Diamond Select Toys и Hasbro запустили серии игрушек для детей. К выходу планировалась игра Stargate SG-1: The Alliance, но в 2005 году она была отменена. На данный момент в разработке находится MMORPG Stargate Worlds, хотя точная дата выхода на данный момент неизвестна из-за финансовых проблем, возникших в конце 2008 года. В мире существует 4 парка развлечений по мотивам вселенной Звёздных врат — Stargate SG-3000, расположенный на территории тематического космического парка города Бремен в Германии, а также тематических парков Six Flags в Чикаго, Сан-Франциско и Луисвилле.

### Наследие
Телесериал «Звёздные врата SG-1» положил начало спин-оффам «Звёздные врата: Атлантида», «Звёздные врата: Вселенная» и мультсериалу «Звёздные врата: Бесконечность». К 10 сезону в 2006 году производство телесериала и его спин-оффа принесло доход Британской Колумбии в размере 500 миллионов долларов. Исполнительный вице-президент компании MGM Чарльз Кохен сравнил два сериала по вселенной Звёздных врат со вселенной Джеймса Бонда, на которую им также принадлежат права, и назвал данные проекты очень выгодными и улучшающими их положение.

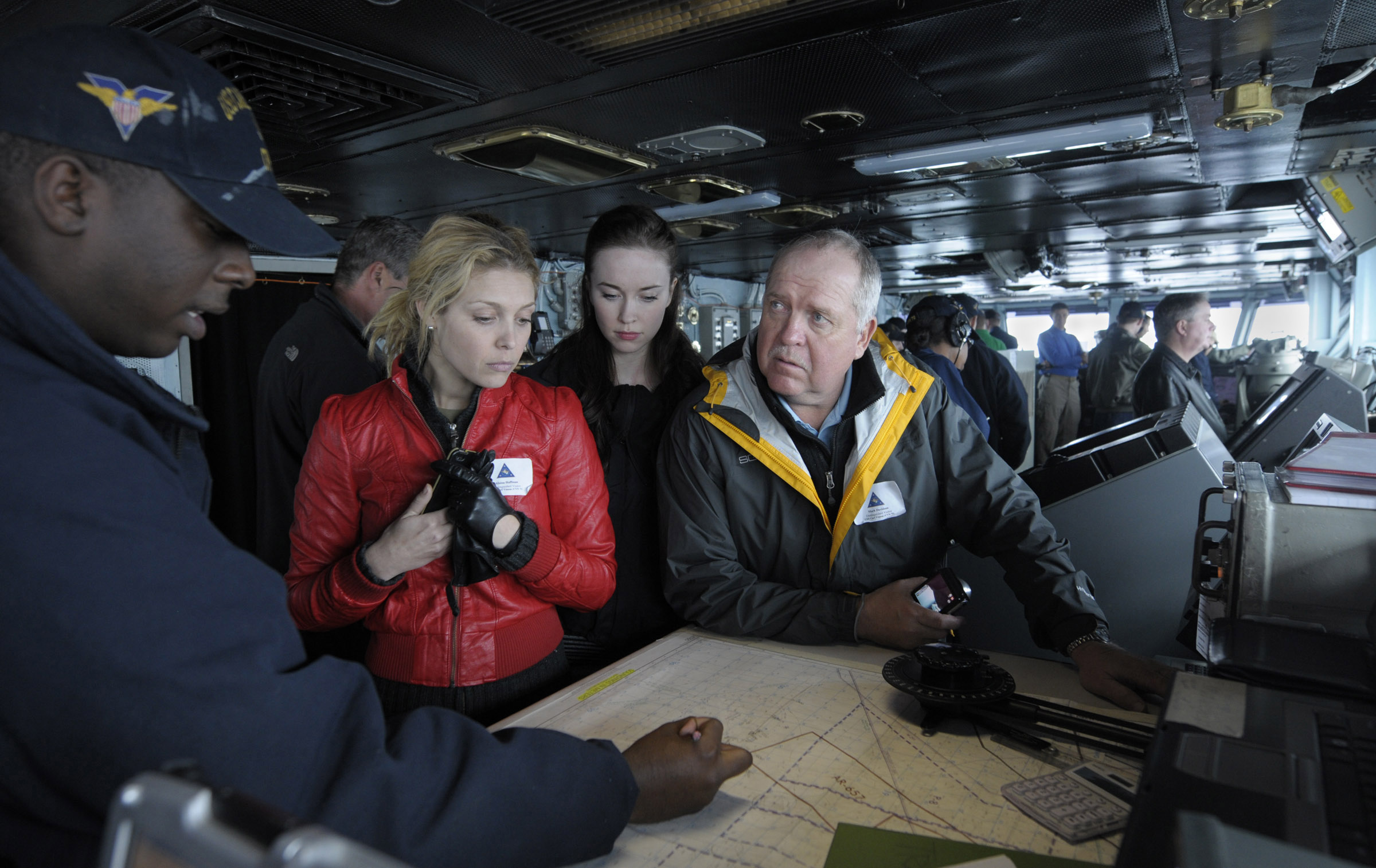
На съёмках сериала «Звёздные врата: Вселенная»

Авторы книги 2005 года «Reading Stargate SG-1» Стэн Стеллер и Лиза Диксон пишут о том, что единственными научно-фантастическими сериалами, добившимися большего успеха и являются «Доктор Кто» и «Звёздный путь», а «Секретные материалы» и «Баффи» c «Ангелом» вполне сравнимы со «Звёздными вратами SG-1» как по успеху, так и по продолжительности. По словам Брэда Райта, это явилось следствием большой сплочённости съёмочной команды и поддержке поклонников. С момента выхода 202 эпизода «Компания воров» «Звёздные врата SG-1» становятся самым продолжительным североамериканским научно-фантастическим сериалом превзойдя в этом «Секретные материалы». Фанаты «Доктора Кто» оказались не согласны с включением «Звёздных врат SG-1» в 2007 году в Книгу рекордов Гиннесса как «самый продолжительный непрерывный научно-фантастический сериал», так как 694 серии британского сериала было снято и показано без перерывов между 1963 и 1989 годом.
«Звёздные врата SG-1» заняли 28-е место в списке «30 самых культовых сериалов всех времён», составленного в 2007 год у журналом TV Guide. В 2005 году «Звёздные врата SG-1» и «Звёздные врата: Атлантида» разделили между собой 4-е место в опросе о «самом популярном культовом тв-шоу», которое проводилось на одном из британских сайтов (Cult TV). Существует версия, что астрономы Дэвид Дж. Толен и Рой А. Такер присвоили имя одного из главных злодеев сериала Апофиса открытому ими околоземному астероиду (99942 Апофис).